# 魏玛
魏玛（發音：[ˈvaɪmaʁ] ⓘ）位于德国中部的图林根州，埃特斯山的山脚，伊尔姆河的河畔。德国历史上第一个统一共和国──魏玛共和国和历史上第一部民主宪法正是在这里诞生。这里是现代设计──包豪斯的发源地，对世界艺术与设计的发展有着巨大的贡献。虽然它仅有6万人口，但却是一座风景优美、古色古香充满着文化气息的都市。这里有着各种各样的博物馆，在宫殿博物馆和市立博物馆里有很多国家收藏的艺术品。在德国的国家大剧院前面有著名雕刻家恩斯特·里彻尔所创作的歌德和席勒纪念雕像。1998年，“古典魏玛”（Classical Weimar）被列为世界文化遗产。

## 地理位置
魏玛的地理位置位于图林根盆地的南沿和图林根森林的北端，离州府爱尔福特有20公里，东边不远便是闻名的大学城耶拿。魏玛以北80公里是莱比锡，以南约170公里是纽伦堡，以东170公里是德累斯顿。最高点是海拔486.2米的布痕瓦尔德（Buchenwald）的钟楼。

## 魏玛历史
考古发现显示魏玛的历史可以追溯到图灵根时代（公元3-6世纪），当时的位置与现在魏玛的位置很相近。
在公元899年的一份文件中曾有关于魏玛的记录。魏玛（Weimar）最早被称为“Wimares”，后来经过数百年的变化再由“Wimari” 变为“Wimar”最终被称为Weimar。Weimar这个词来源于古日耳曼语“wih”（神圣的）和古高地德语“mar”（湖，沼泽）。
在第一次世界大戰之前，威瑪由韦廷王朝萨克森-魏玛-艾森纳赫邦國統治，並且為該邦國首都。
第一次世界大战之后的1918年，德意志帝國滅亡，德國的第一部民主宪法「魏玛宪法」在此签订。

## 文化和名胜

### 博物馆和特色建筑
- 安娜-阿玛力亚-图书馆
- 歌德故居
- 魏玛市政厅
- 歌德花园
- 席勒故居
- 魏玛宫殿
- 李斯特故居
- 新魏玛博物馆
- 尼采档案馆
- 歌德-席勒档案馆
- 历史公墓
- 布痕瓦尔德集中营原址
- 罗马式房子
- 魏玛包豪斯大学
- 威瑪李斯特音乐学院

### 名人
- 老克拉纳赫
- 约翰·塞巴斯蒂安·巴赫
- 维兰德
- 歌德
- 席勒
- 尼采
- 李斯特

## 友好城市
- 法國 布盧瓦
- 德国 特里爾
- 義大利 錫耶納